# Droga krajowa B488 (Niemcy)
Droga krajowa 488 (niem. Bundesstraße 488) – niemiecka droga krajowa przebiegająca na osi północny wschód - południowy zachód i jest połączeniem drogi B3 w Butzbach z drogą B457 w Lich w Hesji.
Droga, jest oznakowana jako B488 od lat 60. XX w.